# Irimo
Irimo es un monte de 896 metros de altitud en el término municipal de Villarreal de Urrechua, provincia de Guipúzcoa, en España. 
Tiene una cruz construida en 1955, debajo de la cual se halla un pequeño refugio. La cima y el buzón se encuentran a unos metros de la cruz, siguiendo el cordal de las Siete Puntas que llega hasta Meaka.
- Datos: Q536329
- Multimedia: Irimo / Q536329